# Futbol'nyj Klub Ural 2011-2012
Questa voce raccoglie le informazioni riguardanti l'Ural nelle competizioni ufficiali della stagione 2011-2012.

## Stagione
La lunga stagione, durata più di tredici mesi a causa del cambio di formato dei campionati russi, fu caratterizzato da un lungo valzer sulla panchina dell'Ural: partito con Dmitrij Ogaj alla guida, il tecnico kazako fu sostituito a fine maggio da Jurij Matveev; in meno di sei mesi a quest'ultimo subentrò Aleksandr Pobegalov; dopo meno di cinque mesi, ai primi di aprile fu Sergej Pavlov a guidare l'Ural nell'ultima fase del campionato.
I risultati in campionato, d'altronde, non furono brillante: l'Ural, infatti, fallì nuovamente la promozione in massima serie, rimanendo lontano dalle posizioni di vertice: settimo dopo la prima fase, arrivò solo sesto a fine campionato, distante 7 punti dal quarto posto che gli sarebbe valdo i play-off.
In Coppa di Russia, dopo aver superato il Sibir' la squadra fu eliminata ai rigori dal Rubin (club di massima serie), nell'incontro casalingo valido per i sedicesimi di finale.

## Rosa
| N. |                        | Ruolo | Calciatore          |
| -- | ---------------------- | ----- | ------------------- |
|    | Ucraina (bandiera)     | P     | Leonid Musin        |
|    | Russia (bandiera)      | D     | Andrei Lozhkin      |
|    | Russia (bandiera)      | D     | Aleksandr Kacalapov |
|    | Bielorussia (bandiera) | D     | Andrėj Čuchlej      |
|    | Russia (bandiera)      | D     | Ivan Drannikov      |
|    | Russia (bandiera)      | D     | Aleksandr Dancev    |
|    | Russia (bandiera)      | C     | Sergei Rashevsky    |
|    | Russia (bandiera)      | D     | Anton Zabolotny     |
|    | Russia (bandiera)      | C     | Oleg Aleynik        |
|    | Russia (bandiera)      | D     | Aleksandr Stavpec   |
|    | Russia (bandiera)      | D     | Aleksandr Novikov   |
|    | Russia (bandiera)      | D     | Denis Tumasyan      |
|    | Russia (bandiera)      | C     | Maksim Semakin      |

| N. |                    | Ruolo | Calciatore          |
| -- | ------------------ | ----- | ------------------- |
|    | Russia (bandiera)  | C     | Andrei Bochkov      |
|    | Russia (bandiera)  | P     | Dmitri Yashin       |
|    | Zambia (bandiera)  | C     | Chisamba Lungu      |
|    | Serbia (bandiera)  | C     | Branimir Petrović   |
|    | Estonia (bandiera) | C     | Aleksandr Dmitrijev |
|    | Russia (bandiera)  | C     | Pavel Pechyonkin    |
|    | Russia (bandiera)  | C     | Yevgeni Yatchenko   |
|    | Russia (bandiera)  | C     | Oleg Shatov         |
|    | Russia (bandiera)  | P     | Igor Kot            |
|    | Russia (bandiera)  | D     | Adesoje Ojevole     |
|    | Russia (bandiera)  | C     | Nikolai Safronidi   |
|    | Armenia (bandiera) | D     | Ēdgar Manowčaryan   |
|    | Serbia (bandiera)  | D     | Predrag Sikimić     |

## Risultati

### Campionato

#### Prima fase
| Ekaterinburg 4 aprile 2011 1ª giornata | Ural | 1 – 3 referto | Žemčužina-Soči | Stadio Uralmaš |

| Ekaterinburg 7 aprile 2011 2ª giornata | Ural | 1 – 0 referto | Černomorec Novorossijsk | Stadio Uralmaš |

| Chimki 15 aprile 2011 3ª giornata | Chimki | 3 – 1 referto | Ural | Stadio Novye Chimk |

| Voronež 18 aprile 2011 4ª giornata | Fakel Voronež | 0 – 0 referto | Ural | Central'nyj stadion profsojuzov |

| Ekaterinburg 25 aprile 2011 5ª giornata | Ural | 3 – 0 referto | Baltika | Stadio Uralmaš |

| Ekaterinburg 28 aprile 2011 6ª giornata | Ural | 2 – 1 referto | Torpedo Mosca | Stadio Uralmaš |

| Vladikavkaz 4 maggio 2011 7ª giornata | Alanija Vladikavkaz | 1 – 0 referto | Ural | Respublikanskij stadion Spartak |

| Astrachan' 7 maggio 2011 8ª giornata | Volgar'-Gazprom | 0 – 3 referto | Ural | Stadio Centrale |

| Ekaterinburg 15 maggio 2011 9ª giornata | Ural | 0 – 0 referto | Mordovija | Stadio Uralmaš |

| Ekaterinburg 18 maggio 2011 10ª giornata | Ural | 2 – 3 referto | KAMAZ | Stadio Uralmaš |

| Vladimir 25 maggio 2011 11ª giornata | Torpedo Vladimir | 1 – 0 referto | Ural | Stadio Torpedo |

| Nižnij Novgorod 28 maggio 2011 12ª giornata | Nižnij Novgorod | 1 – 5 referto | Ural | Stadio Severnyj |

| Ekaterinburg 4 giugno 2011 13ª giornata | Ural | 0 – 0 referto | Enisej | Stadio Uralmaš |

| Ekaterinburg 7 giugno 2011 14ª giornata | Ural | 3 – 2 referto | Sibir' | Stadio Uralmaš |

| Jaroslavl' 14 giugno 2011 15ª giornata | Šinnik | 1 – 2 referto | Ural | Stadio Šinnik |

| Brjansk 17 giugno 2011 16ª giornata | Dinamo Brjansk | 0 – 0 referto | Ural | Stadio Dinamo |

| Ekaterinburg 24 giugno 2011 17ª giornata | Ural | 2 – 0 referto | SKA-Ėnergija | Stadio Uralmaš |

| Ekaterinburg 27 giugno 2011 18ª giornata | Ural | 1 – 1 referto | Luč-Ėnergija | Stadio Uralmaš |

| Orenburg 11 luglio 2011 19ª giornata | Gazovik Orenburg | 0 – 1 referto | Ural | Stadio Gazovik |

| Soči 9 agosto 2011 20ª giornata | Žemčužina-Soči | - – + referto | Ural |  |

| Novorossijsk 12 agosto 2011 21ª giornata | Černomorec Novorossijsk | 1 – 0 referto | Ural | Stadio Centrale |

| Ekaterinburg 19 agosto 2011 22ª giornata | Ural | 5 – 2 referto | Chimki | Stadio Uralmaš |

| Ekaterinburg 22 agosto 2011 23ª giornata | Ural | 1 – 1 referto | Fakel Voronež | Stadio Centrale |

| Kaliningrad 29 agosto 2011 24ª giornata | Baltika | 2 – 2 referto | Ural | Stadio Baltika |

| Mosca 1º settembre 2011 25ª giornata | Torpedo Mosca | 0 – 1 referto | Ural | Stadio Ėduard Strel'cov |

| Ekaterinburg 6 settembre 2011 26ª giornata | Ural | 1 – 1 referto | Gazovik Orenburg | Stadio Centrale |

| Ekaterinburg 12 settembre 2011 27ª giornata | Ural | 0 – 0 referto | Alanija Vladikavkaz | Stadio Centrale |

| Ekaterinburg 15 settembre 2011 28ª giornata | Ural | 0 – 0 referto | Volgar'-Gazprom | Stadio Centrale |

| Saransk 22 settembre 2011 29ª giornata | Mordovija | 4 – 2 referto | Ural | Start Stadion |

| Naberežnye Čelny 25 settembre 2011 30ª giornata | KAMAZ | 0 – 1 referto | Ural |  |

| Ekaterinburg 3 ottobre 2011 31ª giornata | Ural | 3 – 2 referto | Torpedo Vladimir | Stadio Centrale |

| Ekaterinburg 6 ottobre 2011 32ª giornata | Ural | 2 – 0 referto | Nižnij Novgorod | Stadio Centrale |

| Krasnojarsk 14 ottobre 2011 33ª giornata | Enisej | 1 – 1 referto | Ural |  |

| Novosibirsk 17 ottobre 2011 34ª giornata | Sibir' | 0 – 0 referto | Ural | Spartak Stadium |

| Ekaterinburg 24 ottobre 2011 35ª giornata | Ural | 0 – 2 referto | Šinnik | Stadio Centrale |

| Ekaterinburg 27 ottobre 2011 36ª giornata | Ural | 0 – 0 referto | Dinamo Brjansk | Stadio Centrale |

| Chabarovsk 4 novembre 2011 37ª giornata | SKA-Ėnergija | 1 – 1 referto | Ural | Stadion SKA DVO im. V. I. Lenina |

| Vladivostok 7 novembre 2011 38ª giornata | Luč-Ėnergija | 1 – 1 referto | Ural | Stadio Dinamo |

#### Seconda fase
| Ekaterinburg 12 marzo 2012 1ª giornata | Ural | 1 – 1 referto | Mordovija | Stadio Centrale |

| Brjansk 16 marzo 2012 2ª giornata | Dinamo Brjansk | 2 – 1 referto | Ural | Stadio Dinamo |

| Ekaterinburg 20 marzo 2012 3ª giornata | Ural | 0 – 1 referto | Šinnik | Stadio Centrale |

| Ekaterinburg 27 marzo 2012 4ª giornata | Ural | 2 – 0 referto | Torpedo Mosca | Stadio Centrale |

| Novosibirsk 31 marzo 2012 5ª giornata | Sibir' | 0 – 1 referto | Ural | Spartak Stadium |

| Ekaterinburg 5 aprile 2012 6ª giornata | Ural | 0 – 2 referto | Nižnij Novgorod | Stadio Centrale |

| Vladikavkaz 11 aprile 2012 7ª giornata | Alanija Vladikavkaz | 1 – 2 referto | Ural | Respublikanskij stadion Spartak |

| Saransk 15 aprile 2012 8ª giornata | Mordovija | 2 – 2 referto | Ural | Start Stadion |

| Ekaterinburg 19 aprile 2012 9ª giornata | Ural | 0 – 0 referto | Dinamo Brjansk | Stadio Centrale |

| Jaroslavl' 25 aprile 2012 10ª giornata | Šinnik | 2 – 1 referto | Ural | Stadio Šinnik |

| Mosca 29 aprile 2012 11ª giornata | Torpedo Mosca | 2 – 6 referto | Ural | Stadio Ėduard Strel'cov |

| Ekaterinburg 3 maggio 2012 12ª giornata | Ural | 1 – 1 referto | Sibir' | Stadio Uralmaš |

| Nižnij Novgorod 8 maggio 2012 13ª giornata | Nižnij Novgorod | 1 – 1 referto | Ural | Stadio Severnyj |

| Ekaterinburg 12 maggio 2012 14ª giornata | Ural | 2 – 2 referto | Alanija Vladikavkaz | Stadio Centrale |

### Coppa di Russia
| Novosibirsk 4 luglio 2011, ore 19:00 Trentaduesimi di finale | Sibir'    | 0 – 1 (d.t.s.) referto | Ural | Spartak Stadium (4500 spett.) |
| \| \| \| \| \| \| Marcatori \| 101’ Safronidi \|             |           |                        |      |                               |
|                                                              |           |                        |      |                               |
|                                                              | Marcatori | 101’ Safronidi         |      |                               |

| Ekaterinburg 17 luglio 2011, ore 17:00 Sedicesimi di finale | Ural                 | 0 – 0 (d.t.s.) referto | Rubin | Central Stadium (11500 spett.) |
| \| \| \| \| \| \| Tiri di rigore 5 – 6 \| \|                |                      |                        |       |                                |
|                                                             |                      |                        |       |                                |
|                                                             | Tiri di rigore 5 – 6 |                        |       |                                |